# Saint-Julien-du-Tournel
Saint-Julien-du-Tournel är en kommun i departementet Lozère i regionen Occitanien i södra Frankrike. Kommunen ligger i kantonen Le Bleymard som tillhör arrondissementet Mende. År 2018 hade Saint-Julien-du-Tournel 134 invånare.

## Befolkningsutveckling
Antalet invånare i kommunen Saint-Julien-du-Tournel
| Referens: INSEE |